# 鹿内信善
鹿内 信善（しかない のぶよし、1950年 - ）は、日本の教育心理学者。北海道教育大学札幌校教授。

## 略歴・人物
- 名古屋大学大学院教育学研究科博士課程を単位取得後退学、早稲田大学大学院教育学研究科修了、 博士(教育学) 。
- 大学における担当講義は、教授学習心理学・教育心理学演習Ⅰ・教育心理学演習Ⅱ・発達と学習(岩見沢校)等である 。
- 2007年に「北海道ピクチャーストーリーコンテスト「うさちゃんポンテレケ」で北海道新聞社賞を石田ほかと共同受賞。2008年2月にはHBCテレビ開局50周年北海道ピクチャーストーリーコンテストでも放映された。

## 研究
- 所属学会は、日本教育心理学会、大学国語教育学会、日本教授学習心理学会、日本読書学会 など。
- 絵や写真を題材にした看図作文による創造的な読みの指導に関する研究を行っている。

## 著書
- 『看図作文指導要領―「みる」ことを「書く」ことにつなげるレッスン―』溪水社、共著、2010年。
- 『協同学習ツールのつくり方いかし方―看図アプローチで育てる学びの力』ナカニシヤ出版、2013年。
- 『見ることを楽しみ書くことを喜ぶ協同学習の新しいかたち―看図作文レパートリー―』ナカニシヤ出版、2014年。